# Бугаец, Николай Григорьевич
Николай Григорьевич Бугаец (29 августа 1914 — 2 августа 1983) — советский военнослужащий, участник Великой Отечественной войны, полный кавалер ордена Славы, помощник командира взвода 1161-го стрелкового полка (351-я стрелковая дивизия, 18-я армия, 1-й Украинский фронт), старший сержант — на момент представления к награждению орденом Славы 1-й степени.

## Биография
Родился 29 августа 1914 года в станице Старотитаровская ныне Темрюкского района Краснодарского края. Работал в колхозе, был прицепщиком и трактористом.
В Красной Армии с 1941 года. На фронте в Великую Отечественную войну с августа того же года. Защищал Сталинград, сражался на Курской дуге, освобождал Украину. Был 4 раза ранен, награждён медалью «За отвагу».
19 июня 1944 года старший сержант Бугаец Николай Григорьевич награждён орденом Славы 3-й степени. 16 августа 1944 года награждён орденом Славы 2-й степени.
Из-за тяжелого ранения в грудь был демобилизован по ранению.
Указом Президиума Верховного Совета СССР от 24 марта 1945 года за образцовое выполнение заданий командования в боях старший сержант Бугаец Николай Григорьевич награждён орденом Славы 1-й степени. Стал полным кавалером ордена Славы.
Вернулся в родную станицу. Скончался 2 августа 1983 года.

## Награды
- 19.06.1944	Орден Славы III степени
- 16.08.1944	Орден Славы II степени
- 24.03.1945	Орден Славы I степени

## Память
- В городе Темрюк на аллее Славы был установлен бюст Н. Г. Бугайца.